# Генетична інженерія
Генети́чна інжене́рія або ге́нна інжене́рія — це біотехнологічна сукупність прийомів, методів і технологій цілеспрямованої модифікації генетичного матеріалу організмів. Це включає вставку, видалення або зміну певних генів у ДНК організму, одержання рекомбінантних ДНК і РНК, виділення генів з організму (клітин), маніпуляцій з генами і введення їх в інші організми.
Ця сфера біотехнології зробила революцію в різних галузях промисловості, включаючи сільське господарство, медицину та фармацевтику, пропонуючи інноваційні рішення для вирішення проблем і покращення результатів.
У своїй основі генна інженерія використовує передові молекулярні методи для маніпулювання генетичним кодом, що дозволяє вченим змінювати характеристики організмів. Такі методи, як технологія рекомбінантної ДНК та інструменти редагування генів, сприяють точним і цілеспрямованим модифікаціям генома, дозволяючи створювати організми з бажаними ознаками. Ці ознаки можуть варіюватися від підвищення врожайності та поживної цінності в сільському господарстві до розробки більш ефективних терапевтичних засобів у медицині.
У сільському господарстві генна інженерія призвела до створення генетично модифікованих культур із покращеною стійкістю до шкідників, хвороб і екологічних стресів. Ці культури часто демонструють підвищений вміст поживних речовин, подовжений термін придатності та зменшену залежність від хімічних пестицидів і гербіцидів, сприяючи сталим методам ведення сільського господарства та вирішуючи проблеми продовольчої безпеки.
У медицині генна інженерія відіграє ключову роль у виробництві фармацевтичних препаратів, розробці генетичної терапії та розвитку персоналізованої медицини. Дослідники біомедицини можуть модифікувати гени для виробництва терапевтичних білків, створювати імунні клітини для лікування хвороб або виправляти генетичні мутації, відповідальні за спадкові захворювання.
Регуляторні органи та керівні принципи спрямовані на нагляд та забезпечення відповідального та безпечного застосування технологій генетичної інженерії. Різні країни встановили нормативні рамки для оцінки безпеки та впливу на навколишнє середовище генетично модифікованих організмів (ГМО) перед їх випуском на ринок, а біомедичні застосування проходять цілий ряд попередніх ретельних досліджень перед використанням в практиці. Генна інженерія продовжує розвиватися, і поточні дослідження та досягнення в цій галузі обіцяють вирішення нагальних глобальних проблем, пропонуючи інноваційні рішення та покращуючи якість життя людства і природи в цілому.

## Історія
Історія генетичної інженерії охоплює хронологію важливих віх, проривів і досягнень, які сформували сферу такою, якою вона є сьогодні. Основні віхи в історії генетичної інженерії включають:

### Відкриття ДНК
Пошуки молекули, відповідальної за спадковість, тривали в 20 столітті, завершившись новаторською роботою Джеймса Вотсона та Френсіса Кріка. У 1953 році вони з’ясували структуру подвійної спіралі ДНК, що стало ключовим моментом в історії молекулярної біології. Їх основоположна наукова стаття «Молекулярна структура нуклеїнових кислот: структура нуклеїнової кислоти дезоксирибози», опублікована в провідному науковому журналі Nature, окреслила структуру молекули ДНК, яка розкриває, як генетична інформація кодується та передається.

### Технологія рекомбінантної ДНК

Плазмідна рекомбінантна ДНК.

Технологія рекомбінантної ДНК, новаторська інновація, розроблена на початку 1970-х років, Полом Бергом з колегами, стала монументальним кроком вперед у генетичних маніпуляціях. Цей новаторський метод здійснив революцію в біології, дозволивши вченим маніпулювати молекулами ДНК поза межами природного середовища клітини, а Пол Берг згодом розділив Нобелівську премію з хімії 1980 року разом з дослідниками технології секвенування геному. За своєю суттю технологія рекомбінантної ДНК передбачає вирізання та зшивання послідовностей ДНК з різних джерел. 
Цей прорив дозволив вченим вставити чужорідну ДНК в організми господаря, що призвело до створення генетично модифікованих організмів (ГМО), що було описано в науковій статті 1973 року Стенлі Н. Коеном і Гербертом Боєром та колегами. Коен і Боєр досягли цього шляхом ідентифікації та виділення специфічних послідовностей ДНК за допомогою рестрикційних ферментів, які діють як молекулярні ножиці, здатні розщеплювати ДНК у точних місцях. Потім вони використали ДНК-лігазу, фермент, який полегшує з’єднання фрагментів ДНК, щоб з’єднати ці послідовності разом, утворюючи рекомбінантні молекули ДНК. Здатність передавати гени між різними видами відкрила сферу можливостей, уможливлюючи введення бажаних ознак в організми або модифікацію існуючих генетичних характеристик.
Значення технології рекомбінантної ДНК виходить далеко за межі її безпосереднього застосування. Це стало фундаментом, на якому були побудовані наступні досягнення в генній інженерії. Дослідники й біотехнологи почали використовувати цю техніку для виробництва спецефічних білків, розробки генетично модифікованих культур з покращеними властивостями (такими як підвищена стійкість до шкідників, хвороб та бур'янів, підвищений вміст поживних речовин, здатність до активної азотфіксації, одночасність дозрівання, посухостійкість та ін.) і дослідження фундаментальних біологічних процесів шляхом маніпулювання конкретними генами в модельних організмах.
Крім того, комерціалізація технології рекомбінантної ДНК стимулювала зростання біотехнологічної галузі. Це сприяло виробництву цінних фармацевтичних препаратів, включаючи інсулін і гормон росту, шляхом введення генів у мікроорганізми для великомасштабного виробництва. Ця технологія була використана для створення нових типів вакцин — рекомбінантних і ДНК-вакцин, а також лікування генетичних дефектів, які раніше не можливо було виправити. Велике значення при цьому має метод клонування генів.

### Секвенування геному
Інший важливий крок в розвитку генетичної інженерії стався з розвитком технологій секвенування ДНК, що уможливило дослідження геному та функцій конкретних генів. Представлення Фредеріком Сенгером першого методу секвенування в 1970-х роках, описане в науковій статті «Секвенуванні з інгібіторами, що обривають ланцюг» (1977), зробило революцію в галузі та проклало шлях для наступних інновацій у підходах до секвенування.

### Розвиток інструментів генетичної інженерії

Схематичне зображення процесу полімеразної ланцюгової реакції (ПЛР).

Протягом 1980-х і 1990-х років удосконалення інструментів і методів редагування генів, таких як ферменти рестрикції, полімеразна ланцюгова реакція (ПЛР) і сплайсинг генів, прискорили точність і ефективність генетичних модифікацій.
Ферменти рестрикції — це «молекулярні ножиці», вперше виявлені в 1960-х роках, продовжували залишатися основою генетичної інженерії. Вчені ідентифікували та охарактеризували численні ферменти рестрикції зі специфічними послідовностями розпізнавання та розрізання, що дозволяє точно розщеплювати ДНК у бажаних місцях. Розширений репертуар цих ферментів надав дослідникам більше можливостей для цілеспрямованих маніпуляцій з ДНК.
Полімеразна ланцюгова реакція (ПЛР), винайдена Кері Маллісом з колегами у 1980-х роках стала монументальним проривом. Ця техніка дозволила ампліфікувати специфічні послідовності ДНК, експоненціально відтворюючи сегменти ДНК протягом короткого періоду часу. ПЛР стала незамінним інструментом, який полегшує швидке та точне копіювання ДНК для різних застосувань, від клонування генів до медичних аналізів.
Прогрес у техніках сплайсингу генів, включаючи вдосконалення ДНК-лігаз і розробку нових методів з’єднання фрагментів ДНК, дозволив більш складно та надійно маніпулювати генетичним матеріалом. Удосконалені методи введення, видалення або модифікації генів у геномі організму розширили можливості для створення генетично модифікованих організмів із індивідуальними ознаками.
Крім того, удосконалення технологій секвенування ДНК, таких як секвенування наступного покоління, включно з методиками секвенування Illumina, піросеквенування та іонного напівпровідникового секвенування, значно розширили нашу здатність розшифровувати генетичні коди з більшою швидкістю, точністю та економічною ефективністю. Ці технології зробили революцію в генетичному аналізі, уможлививши всебічні дослідження цілих геномів і полегшивши ідентифікацію конкретних генів або мутацій, відповідальних за різні ознаки або захворювання.
Також, хоча концепція редагування генів існувала і раніше, у 1980-х і 1990-х роках з’явилися більш складні інструменти для редагування генів, включаючи нуклеази цинкового пальця (ZFN) і ефекторні нуклеази, подібні до активатора транскрипції (TALEN). Ці інструменти запропонували певний ступінь точності у визначенні певних послідовностей ДНК для модифікації, але були складними та важкими для розробки.
Удосконалення та диверсифікація цих інструментів генетичної інженерії в цей період не тільки прискорили темпи наукових відкриттів, але й розширили можливості для застосування в медицині, сільському господарстві та біотехнології. Нова точність і ефективність дозволили вченим впоратися зі все складнішими генетичними модифікаціями, відкриваючи шлях для більш витончених підходів до маніпулювання генетичною інформацією.

### Впровадження генетично модифікованих культур
У середині 1990-х років почалася комерціалізація генетично модифікованих культур, у тому числі сої, кукурудзи та бавовнику, які мали такі властивості, як стійкість до комах, стійкість до гербіцидів та покращений вміст речовин.

### Проєкт геному людини

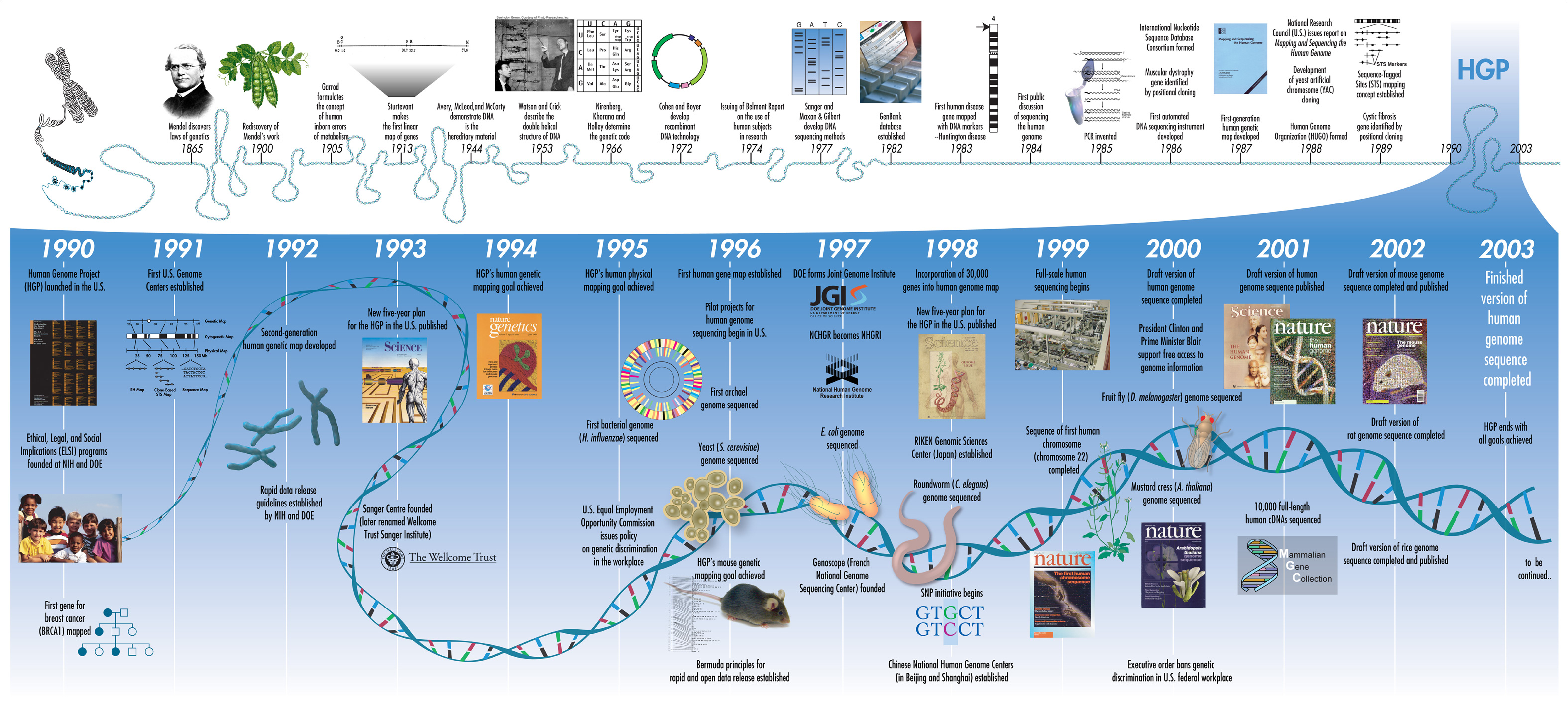
Хронологія Проєкту геному людини.

Одним із найбільш монументальних наукових починань у геноміці був Проєкт геному людини. Започаткований у 1990 році та повністю завершений у 2003 році, Проєкт геному людини мав на меті секвенувати та картувати весь геном людини. Спільними зусиллями були задіяні вчені з усього світу, що призвело до публікації опису послідовності геному людини в провідних наукових журналах Nature і Science.
Подальші дослідження, опубліковані в 2022 році, пролили світло на функції навіть тих ділянок геному, що залишились недослідженими під час Проєкту геному людини.

### Редагування геному
Останні роки стали свідками появи CRISPR-Cas9 як революційного інструменту для точного редагування геному. За відкриття та викристання CRISPR-Cas9 для цільового редагування генів, як описано в статті «Програмована подвійна РНК-керована ДНК-ендонуклеаза в адаптивному бактеріальному імунітеті», Дженніфер Даудна та Еммануель Шарпентьє, отримали Нобелівську премію з хімії у 2020 році та цілу низку престижних наукових нагород.

## Принципи та методи

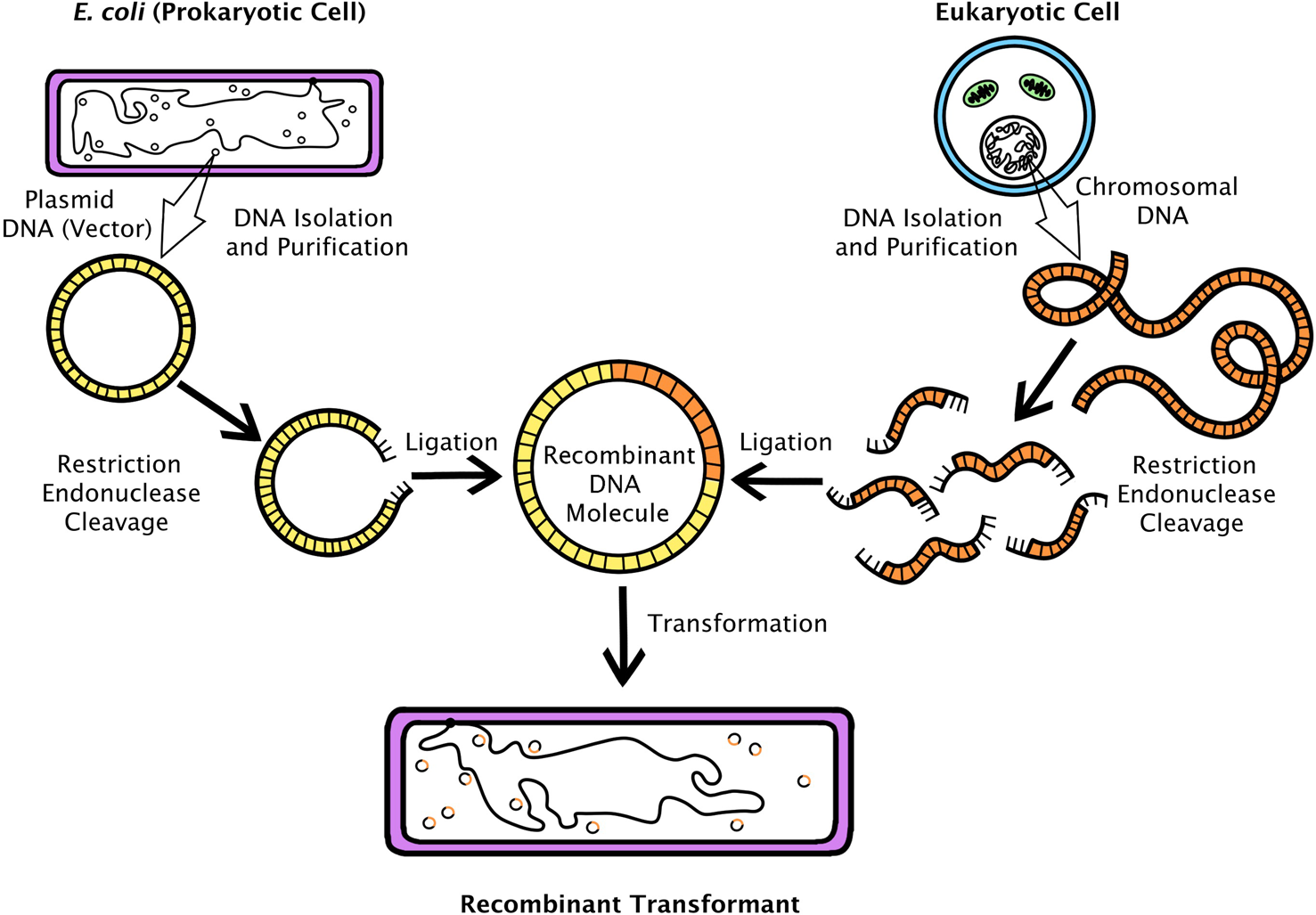
Типовий експеримент з рекомбінантною ДНК, який описує клонування фрагментів геномної ДНК еукаріот у плазміду (E. coli).

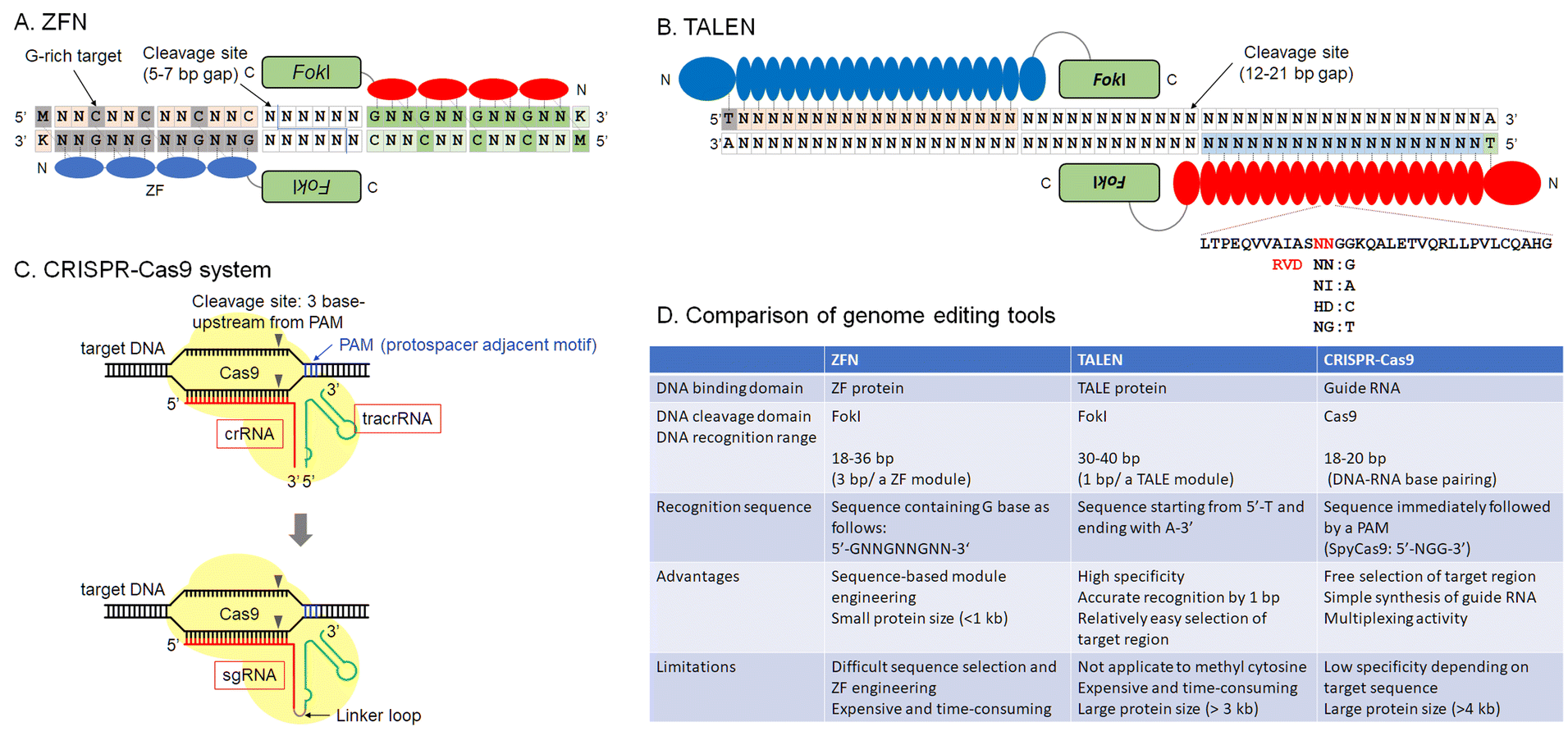
Огляд поточних інструментів редагування геному: цинкового пальця (ZFN) (A), (B), система CRISPR-Cas9 (C) і порівняльна таблиця цих інструментів (D).

Генна інженерія охоплює набір принципів і методів, спрямованих на маніпулювання генетичним матеріалом організмів для впровадження, зміни або видалення певних ознак. Ці методи пов'язані між собою і часто використовуються в комбінаціях для тих чи інших цілей.

### Виділення та ідентифікація генів
Це включає в себе різні молекулярні методи для ідентифікації та виділення конкретних цікавих послідовностей ДНК, відповідальних за певні ознаки чи функції в геномі організму.

### Модифікаця генів
Генна інженерія використовує низку методів модифікації генів. Ці методи включають сплайсинг генів, коли послідовності ДНК розрізають і змінюють порядок нуклеотидів; вставку гена, що передбачає додавання чужорідної ДНК у геном організму; і редагування генів, що дозволяє точно змінювати певні послідовності ДНК.

### Рекомбінантна ДНК
Технологія рекомбінантної ДНК є центральною для генетичної інженерії, яка включає сплайсинг ДНК з різних джерел для створення нових комбінацій. Ця техніка дозволяє вводити бажані ознаки або змінювати генетичні характеристики організмів. З розвитком цього та інших методів генетичної інженерії виокремилась окрема наукова дисципліна — синтетична геноміка.

### Клонування та експресія генів
Клонування передбачає реплікацію певних генів або послідовностей ДНК, що дозволяє вченим створювати кілька копій цікавого гена. Експресія генів передбачає активацію генів для виробництва функціональних білків або молекул РНК, що часто досягається шляхом введення генів в організми господаря або клітинні системи, які можуть виробляти потрібні білки.

### Інструменти редагування генів
Вдосконалені інструменти редагування генів, такі як CRISPR-Cas9, TALENs і нуклеази цинкового пальця, дозволяють точно модифікувати певні місця в геномі. Ці інструменти пропонують безпрецедентну точність і ефективність у зміні послідовностей ДНК, дозволяючи цільові модифікації генів. (див. також Редагування генома)

## Генна інженерія і медицина
Генна інженерія в медицині використовує передові молекулярні методи для вирішення різноманітних медичних проблем шляхом модифікації, маніпулювання або виправлення генетичного матеріалу в живих організмах. Ця дисципліна пропонує новаторські рішення для розуміння, лікування та потенційної профілактики генетичних розладів, хвороб і захворювань.

### Виробництво терапевтичних протеїнів

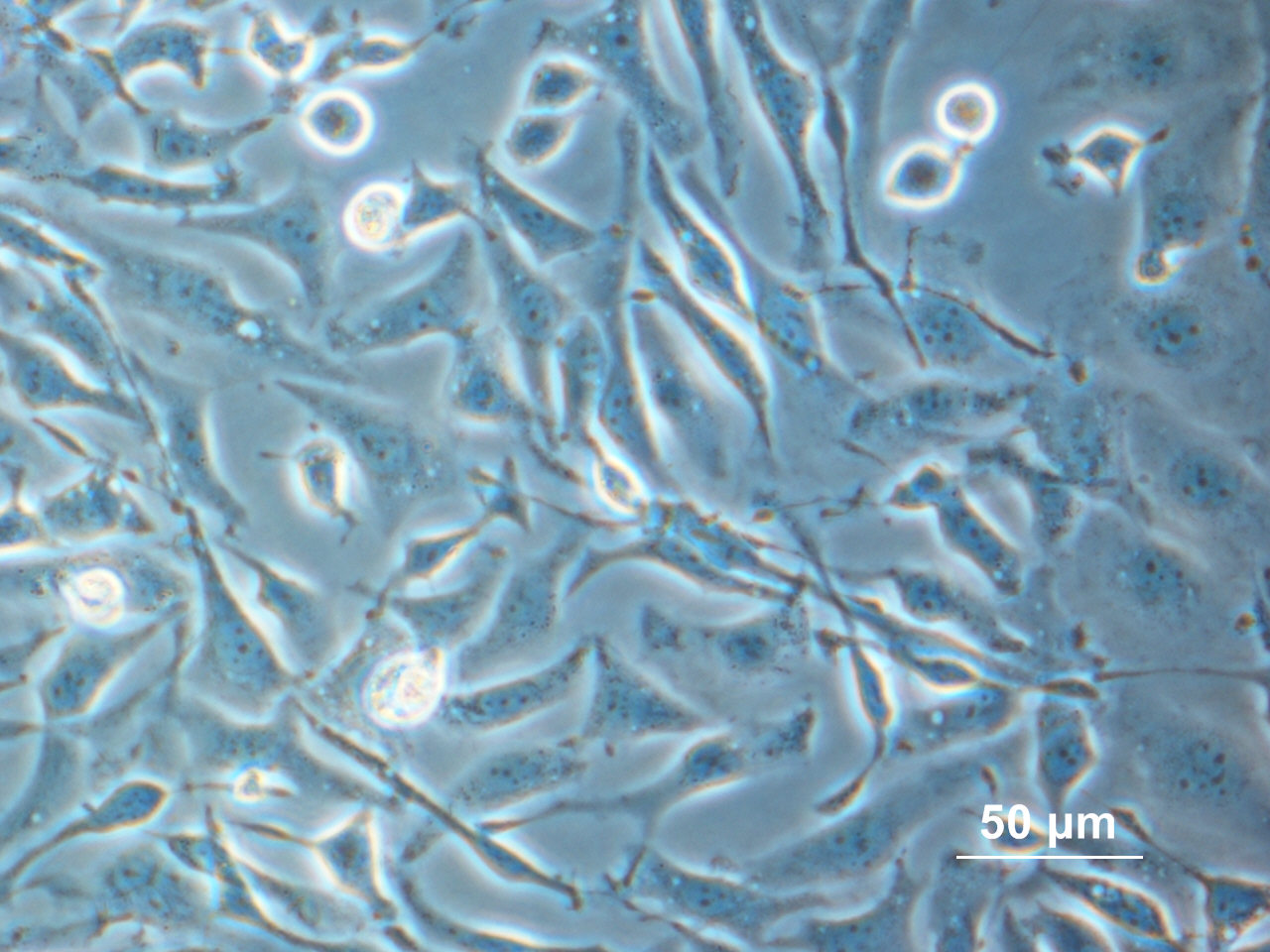
Прикріплені клітини яєчника китайського хом’яка у колбі з культурою клітин (фазово-контрастна мікроскопія)

Методи генетичної інженерії використовуються для отримання терапевтичних білків для лікування різних захворювань. Вставляючи гени, які кодують специфічні білки, в клітинні культури, вчені можуть виробляти цінні з медичної точки зору білки, такі як інсулін, фактори росту та антитіла у великих кількостях. Застосовуються різні системи експресії на основі складності та вимог білка, що виробляється. Бактеріальні системи, такі як Escherichia coli, часто використовуються для більш простих білків, тоді як клітинам ссавців (зазвичай, культурам клітин яєчників Китайського хом'яка), комах, водоростей або дріжджів віддають перевагу для більш складних білків, які потребують належного згортання та посттрансляційних модифікацій. (див. також Біофармацевтика, Біофармакологія)

#### Застосування в медицині
- Виробництво інсуліну: одним із найбільш помітних успіхів у виробництві терапевтичного білка за допомогою генетичної інженерії є виробництво інсуліну для лікування діабету. У 1978 році, компанія Genentech, заснована Гербертом Бойєром і Робертом Суонсоном, стала першою компанією, яка виробляла людський білок (інсулін) за допомогою технології рекомбінантної ДНК. Вставляючи ген людського інсуліну в бактеріальні або дріжджові клітини, можливо виробляти велику кількість інсуліну для терапевтичного використання.[24]Хронологія розробки терапевтичних антитіл.[25]

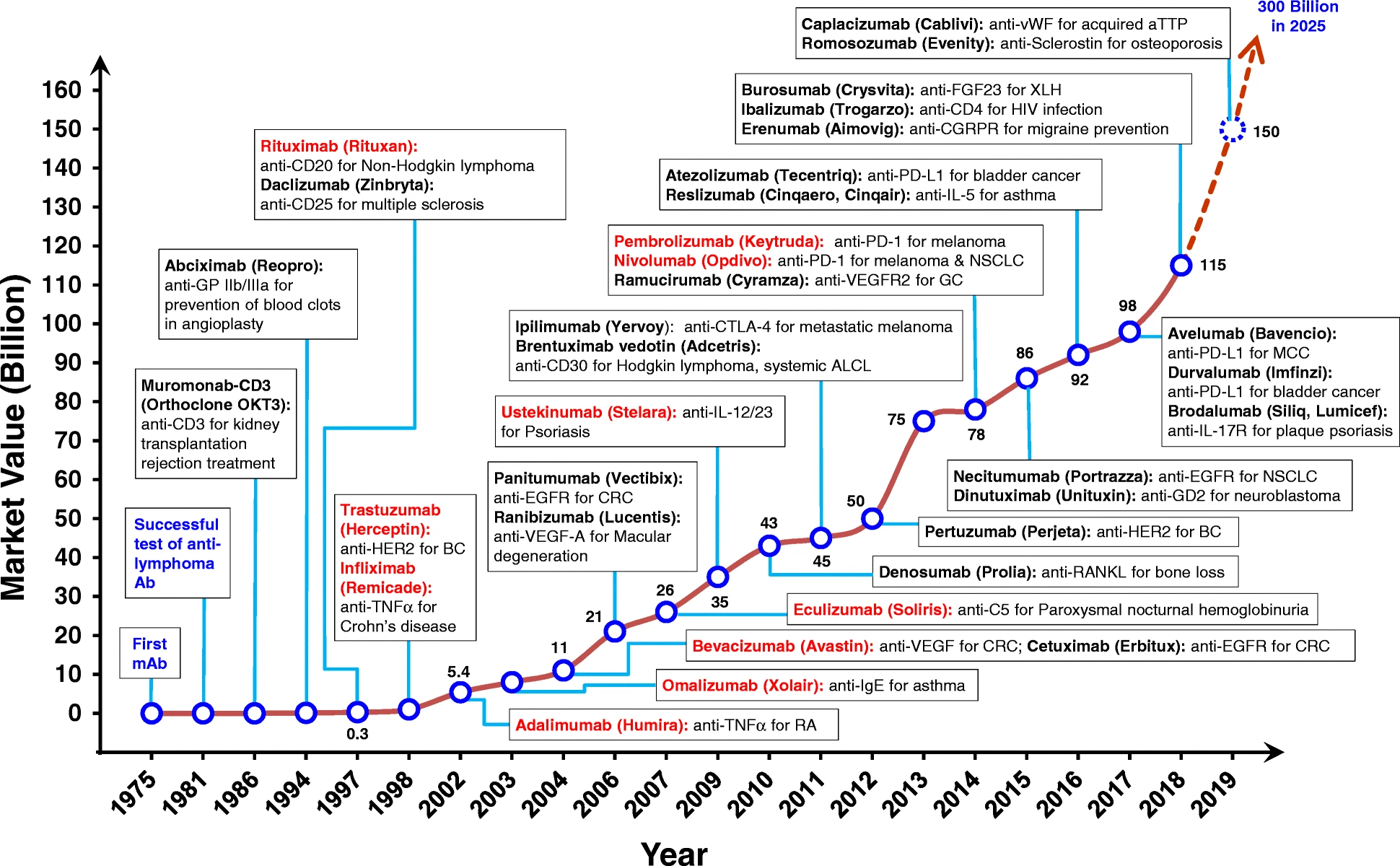
Хронологія розробки терапевтичних антитіл.

- Антитіла та вакцини: методи генетичної інженерії дозволяють виробляти моноклональні антитіла, які використовуються в лікувані широкого спектру захворювань.[26] Крім того, розробка вакцин часто передбачає виробництво специфічних вірусних або бактеріальних білків за допомогою генетичної інженерії.[27][28]
- Інші важливі молекули: різні фактори росту, гормони (наприклад, інсулін, людський гормон росту) і фактори згортання крові також виробляються методами генетичної інженерії. Ці білки відіграють важливу роль у регуляції функцій організму та лікуванні захворювань.[29]

### Генотерапія та редагування геному
Одним із основних застосувань генетичної інженерії в медицині є генотерапія. Цей підхід передбачає введення, модифікацію або заміну дефектних генів у клітинах пацієнта для лікування або запобігання захворюванням.
Складні інструменти редагування геному, зокрема CRISPR-Cas9, пропонують точні та цілеспрямовані модифікації послідовностей ДНК. Ці інструменти мають величезний потенціал у виправленні генетичних мутацій, відповідальних за захворювання та розлади, прокладаючи шлях до більш ефективних методів лікування.

### Персоналізована медицина
Досягнення в галузях генетичної інженерії та персоналізованої медицини дозволяють використовувати підходи, адаптовані до індивідуальних генетичних профілів. Розуміння генетичного складу пацієнта дозволяє розробити індивідуальні стратегії лікування, включаючи ліки та терапію, оптимізовану для його генетичних особливостей. (див. також Фармакогеноміка, Нутрігенетика)

## Генна інженерія і сільське господарство
Генна інженерія зробила революцію в сільськогосподарському секторі, запропонувавши інноваційні рішення для підвищення врожайності, якості продуктів та стійкості; але також викликає деякі етичні міркування й питання біобезпеки (див. #Проблеми та міркування).
Застосування цієї технології охоплює широкий спектр методів і модифікацій, спрямованих на вдосконалення сільськогосподарської практики.
Різноманітні огляди наукової літератури показують, що впровадження ГМ-культур призводить до економічних, екологічних переваг і переваг для здоров’я завдяки вищій врожайності, вищим прибуткам ферм і, в деяких випадках, меншому використанню хімічних пестицидів. Кілька досліджень також показують, що застосування певних ГМ-культур допомагає зменшити викиди парникових газів і підтримує утримання вуглецю в ґрунті, сприяючи зменшеному обробітку ґрунту.

### Поліпшення врожаю
Генна інженерія має на меті підвищити врожайність шляхом введення специфічних генів, які покращують такі властивості, як врожайність, стійкість до шкідників або хвороб і толерантність до екологічних стресів. Цей процес передбачає точне маніпулювання генетичним складом рослини для вираження бажаних характеристик, що призводить до підвищення продуктивності та стійкості в сільськогосподарських умовах.
Удосконалення в розумінні фотосинтезу рослин привело до виявлення багатьох шляхів для підвищення його ефективності, включаючи оптимізацію захоплення світла, покращення функцій ферментів і зміну метаболічних шляхів. Генетичні модифікації, такі як надмірна експресія субодиниць РуБісКо в кукурудзі та седогептулозо-біфосфатази в пшениці, показали багатообіцяючі результати, збільшуючи фотосинтез і біомасу сільськогосподарських культур.

#### Стійкість до хвороб

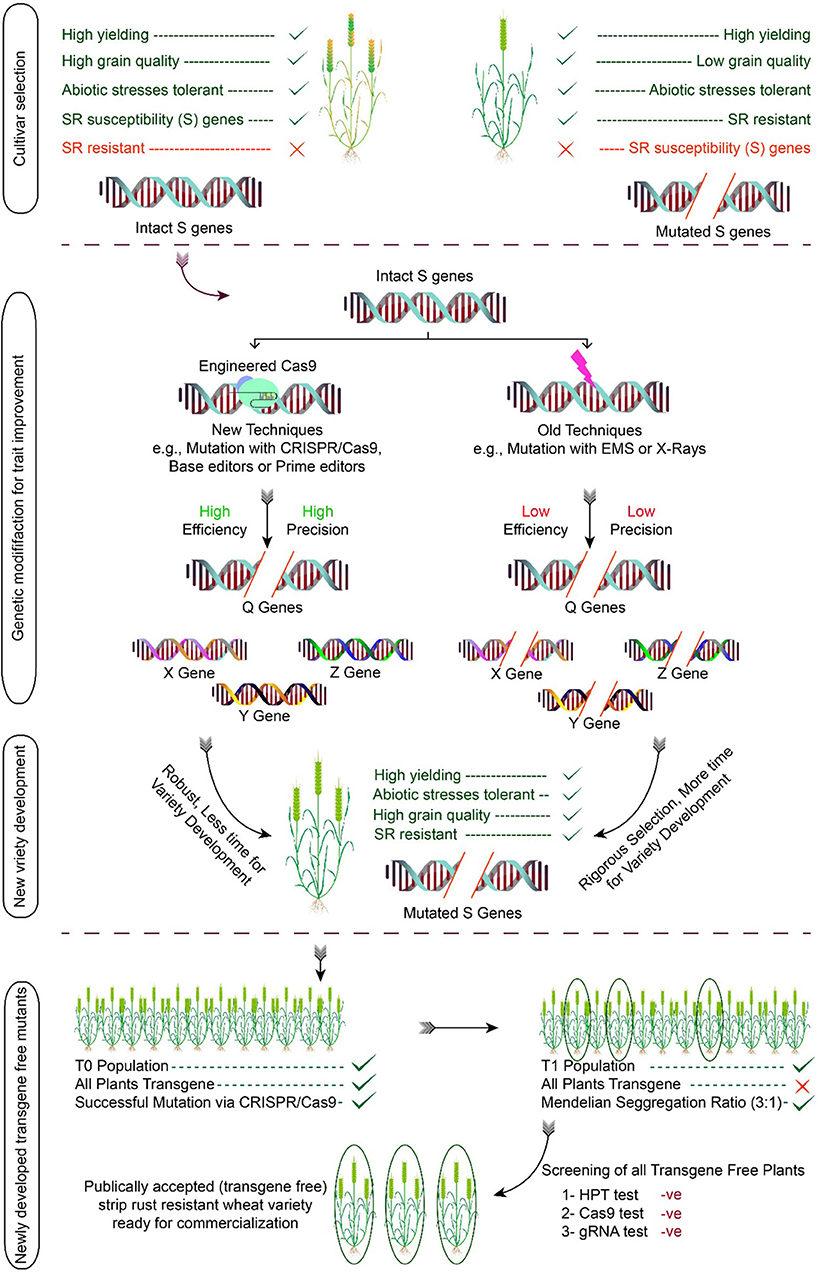
Виведення сорту пшениці, стійкого до іржі, за допомогою системи CRISPR/Cas.

Генна інженерія дозволяє вводити гени, що забезпечують стійкість до різних захворювань. Наприклад, пшеничні іржі, включаючи стеблову іржу, іржу листя та смугаста іржа, становлять значну загрозу світовому виробництву пшениці, зокрема в Україні. За допомогою генетичної інженерії виведено стійкі до іржі сорти пшениці. Дослідники виявили та включили гени диких родичів пшениці, які виявляють природну стійкість до іржі, у комерційні сорти пшениці. Ці генетичні модифікації допомогли зменшити втрати врожаю, спричинені цими руйнівними хворобами, забезпечивши стабільне виробництво пшениці.
Окрім пшениці, методи генетичної інженерії застосовувались для виведення багатьох хворобостійких сортів рослин, таких як картопля, томати, гарбузи, папая, та багато інших.

#### Стійкість до шкідників
Рослини можна сконструювати для виробництва токсинів, шкідливих для конкретних шкідників. Введення гена Bt (Bacillus thuringiensis), у такі культури, як кукурудза та бавовна, виробляє білки, токсичні для комах, що зменшує потребу в хімічних пестицидах.
Запровадження ГМ-технології, стійкої до комах і гербіцидів, зменшило обприскування пестицидами в світі на 775,4 млн кг (8,3%) і, як наслідок, зменшило вплив на навколишнє середовище, пов’язаний із застосуванням гербіцидів та інсектицидів на цих культурах (як вимірюється індикатором Environmental Коефіцієнт впливу (EIQ)) на 18,5%. Технологія також сприяла значному скороченню споживання палива та змінам обробітку ґрунту, що призвело до значного скорочення викидів парникових газів із площі ГМ-культур. У 2018 році це було еквівалентно видаленню з доріг 15,27 мільйона автомобілів.

#### Толерантність до гербіцидів
Модифікація стійкості до гербіцидів дозволяє культурам витримувати певні гербіциди, допомагаючи контролювати бур’яни без шкоди для культури. Стійкі до гліфосату посіви, наприклад, отримали широке поширення, що спрощує боротьбу з бур’янами.

#### Швидший розвиток культури
Такі методи, як CRISPR-Cas9, прискорюють розробку нових сортів сільськогосподарських культур шляхом точного редагування цільових генів, прискорюючи процес селекції.

### Покращений вміст поживних речовин

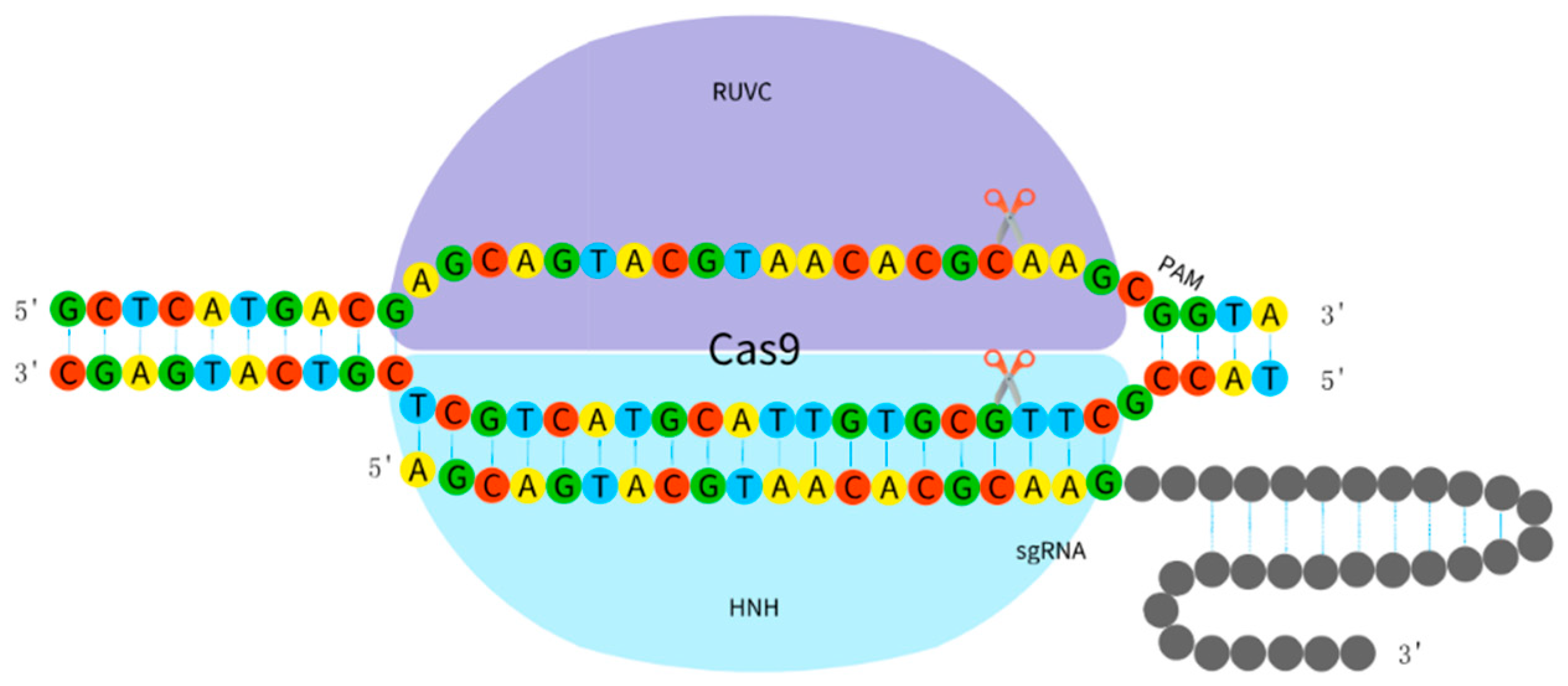
Принципова діаграма CRISPR/Cas9.

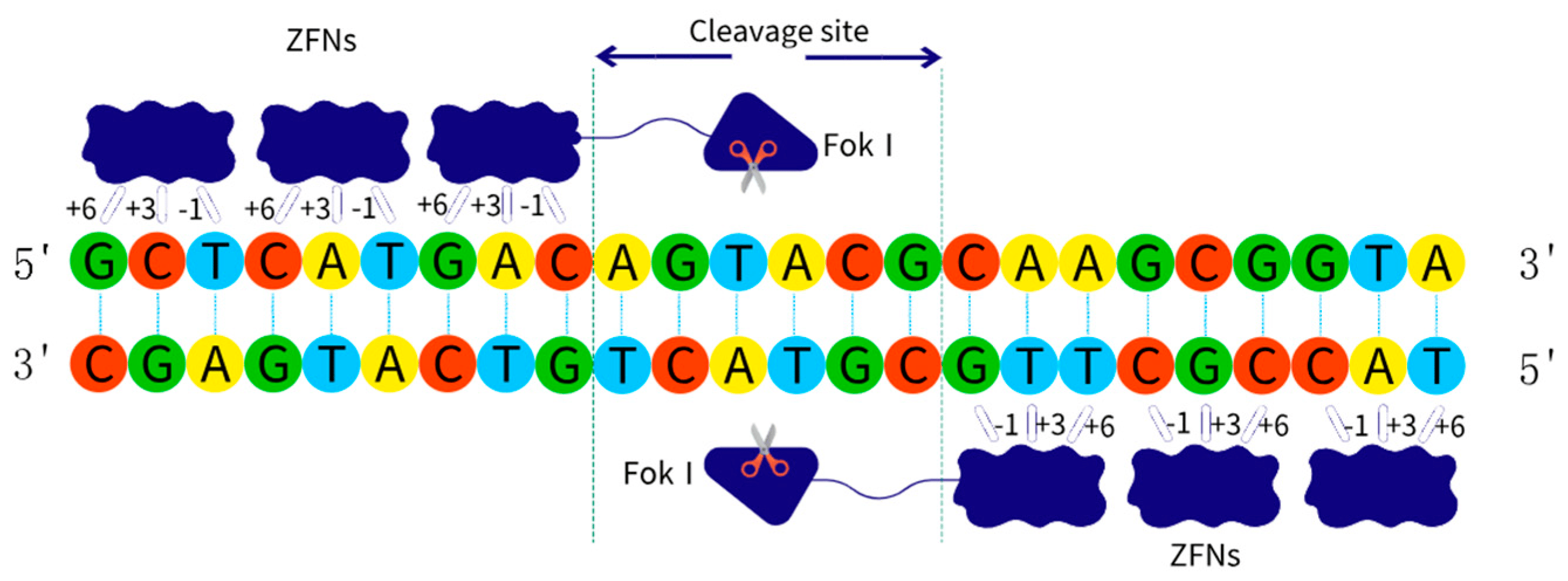
Принципова схема цинкового пальця.

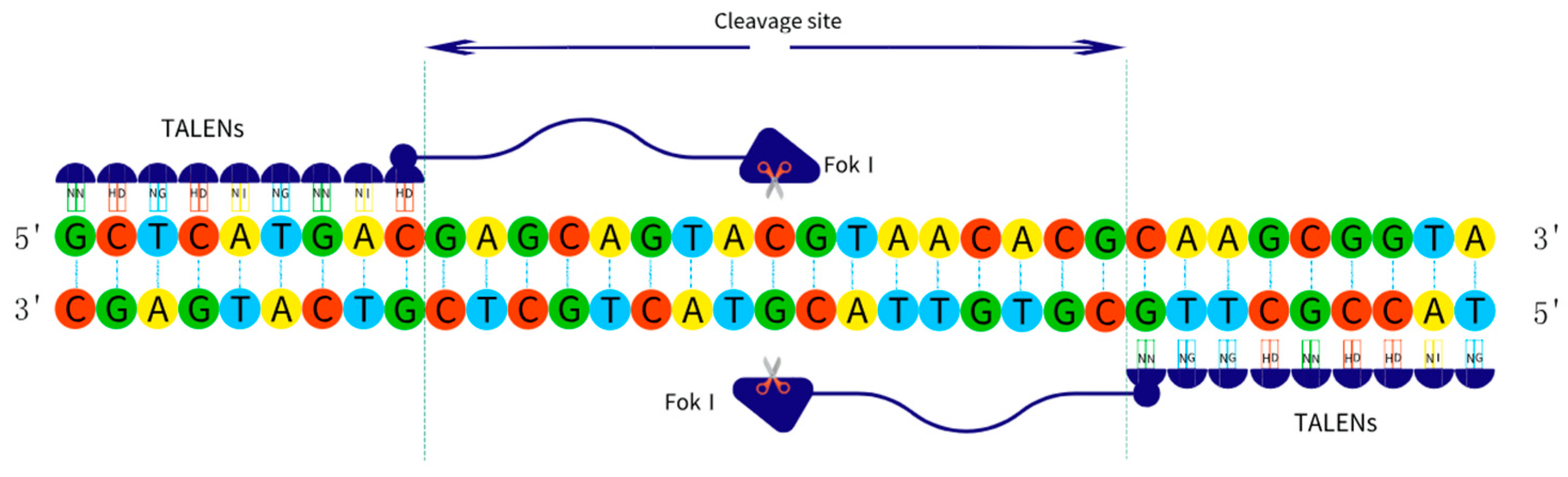
Принципова схема TALEN.

Генна інженерія покращує вміст поживиних й корисних речовин в сільськогосподарських культур. Цей процес називається біофортифікація (біозбагачення).
Біофортифіковані культури були розроблені за допомогою традиційної селекції або генетичної інженерії, або їх поєднання. Генна інженерія дозволяє одночасно збільшувати кількість мікроелементів, а також покращувати стабільність вітамінів після збору врожаю, а також включати агрономічно важливі властивості, такі як підвищена врожайність і стійкість до стресів. Генетична біофортифікація – це економічно ефективний підхід із одноразовою інвестицією для боротьби з прихованим голодом, оскільки, на відміну від комерційного збагачення, немає потреби постійно купувати або додавати збагачувачі до їжі. Але станом на 2022 рік, питання генетично модифікованих культур все ще обговорюється в більшості розвинених країн, тим не менш, країни, що розвиваються, обговорюють потенціал генетично модифікованих культур, збагачених поживними речовинами, через велику кількість бідних людей, схильних до недоїдання мікроелементів.
Генна інженерія дає змогу безпосередньо вводити цільові гени в сорти рслин для підвищення основних поживних речовин за допомогою двох різних процесів: по-перше, змінюючи шлях поглинання та використання поживних речовин, а по-друге, збільшуючи біодоступність поживних речовин, або зменшуючи фактори, що знижують біодоступність. Існує кілька підходів, таких як надмірна експресія, накопичування генів, РНК-інтерференція (RNAi) й редагування генома, опосередковане CRISPR-Cas9, для регулювання гена, що цікавить. Нові цільові методи редагування геному, а саме нуклеази цинкового пальця (ZFN), ефекторні нуклеази, подібні до активатора транскрипції (TALEN), і CRISPR/Cas9 показали блискучі результати в біозбагаченні кількох культур, таких як рис, пшениця і томати. Вони володіють величезним потенціалом для створення біозбагачених сортів за менший час і кошти. Останні досягнення в біотехнологічних підходах дозволили розробити велику кількість комерційних сортів сільськогосподарських культур за допомогою генетичної інженерії з підвищеним вмістом незамінних мікроелементів, мінералів, жирних кислот і амінокислот, таких як насичений залізом рис, пшениця та сорго, та багато інших. У випадку деяких поживних мікроелементів, таких як залізо (Fe) та цинк (Zn), їх засвоєння є вразливим через антипоживні фактори, такі як фітинова кислота. Їх генетична модифікація допомогла шляхом збільшення поглинання Fe або зменшення антипоживних факторів. Генна інженерія також дозволяє розробляти сорти, збагачені багатьма поживними речовинами, шляхом вставки однієї касети ДНК, на додаток до покращення стабільності вітамінів після збору врожаю, разом із сприятливими агрономічними ознаками та стійкістю до біотичного чи абіотичного стресу. Наприклад, вміст кількох поживних мікроелементів (Zn, Fe та β-каротину) був одночасно збільшений у рисі шляхом інтрогресії одного фрагмента ДНК. Подібним чином було створено лінії сорго з покращеним поживним вмістом: з покращеним і стабілізованим провітаміном А, який забезпечує 20–90% розрахункової середньої потреби для дітей віком до 3 років, лінії зі зниженням на 90% фітинової кислоти, що підвищує біодоступність заліза та цинку та забезпечує 40–80% середньої потреби для заліза та цинку, а також лінії, які не демонструють зниження засвоюваності білка після варіння. Таким чином, цей підхід відкриває нові перспективи для розробки сортів сільськогосподарських культур, багатих на поживні речовини.

### Екологічна стійкість

#### Стійкість до абіотичного стресу

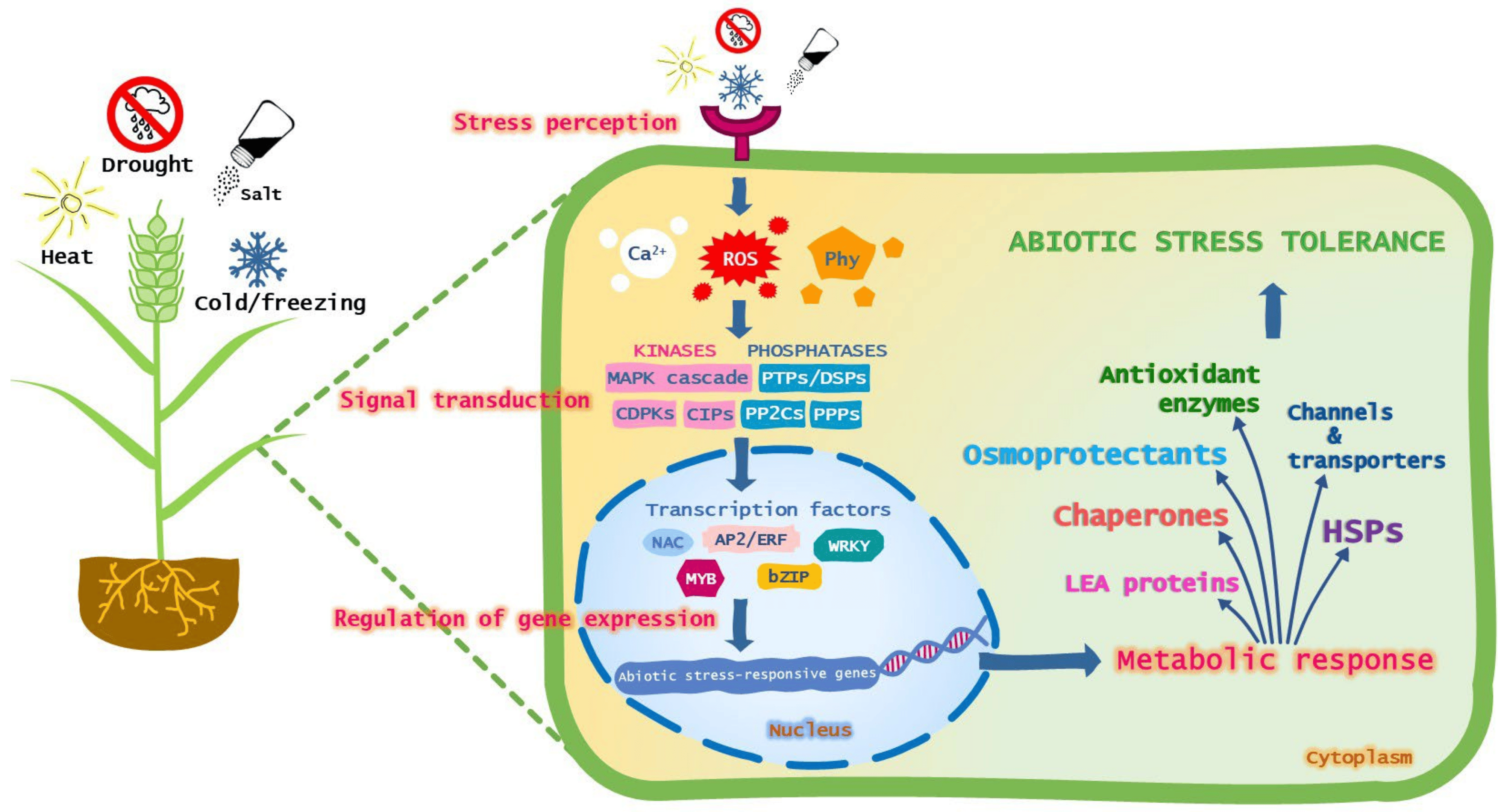
Схематичне зображення сигнальних шляхів в реакції рослини на абіотичний стрес.

Генетичні модифікації вводять гени, що підвищують толерантність до суворих умов навколишнього середовища. Сільськогосподарські культури з покращеною стійкістю до посухи, спеки, засолення, холоду, заболочення виявляють стійкість до таких абіотичних стресів, потенційно розширюючи площі вирощування.

#### Зменшення впливу на навколишнє середовище
Такі властивості, як ефективність використання азоту в культурах, зменшують потребу в надмірних кількостях азотних добрив, зменшуючи забруднення навколишнього середовища й порушення здоров'я мікробних та всіх інших екосистем ґрунту, що має велике значення для родючості ґрунту; та, крім того, зменшуючи витрати виробництва.

### Проблеми та міркування
Хоча генна інженерія пропонує величезний потенціал, залишаються занепокоєння щодо впливу на здоров'я й навколишнє середовище, щодо нормативно-правової бази, сприйняття споживачами й громадськістю та довгострокового впливу на біорізноманіття. Вирішення цих проблем залишається вкрай важливим для відповідального та етичного застосування.

### Генетично модифіковані рослини в Україні
Зростання площ під трансгенними культурами в розвинених країнах йде значно інтенсивніше порівняно з країнами, що розвиваються. Нині в Україні випробовуються трансгенні сорти кукурудзи, цукрових буряків і ріпаку, стійкі проти гербіцидів; кукурудзи, стійкої проти кукурудзяного метелика, а також картоплі, стійкої проти колорадського жука. Створено систему органів, які з залученням спеціалістів (генетиків, селекціонерів, генних інженерів, екологів, медиків, токсикологів) оцінюють трансгенні сорти для визначення потенційного впливу на людину, тварин і довкілля. Лише після таких експертиз сорт допускається до випробування з дотриманням усіх відповідних вимог, прийнятих у Європейському Союзі.[джерело?]
При розгляді проблеми можливого впливу трансгенних рослин на довкілля, обговорюються в основному такі основні аспекти:
- сконструйовані гени будуть передані з пилком близькородинним диким видам, і їхнє гібридне потомство набуде властивості підвищеної насіннєвої продуктивності та здатність конкурувати з іншими рослинами;
- трансгенні сільськогосподарські рослини стануть бур'янами і витіснять рослини, які ростуть поряд;
- трансгенні рослини стануть прямою загрозою для людини, домашніх та диких тварин (наприклад через їхню токсичність або алергенність).

Ще одним важливим аспектом є отримання трансгенних рослин з кращою здатністю використовувати мінеральні речовини, що, крім посилення їхнього росту, буде перешкоджати змиву таких сполук у ґрунтові води та потраплянню в джерела водопостачання.
Гарантією проти небажаних наслідків генетичної модифікації рослин є законодавче регулювання поширення ГМР та розробка пов'язаних із цим методів оцінки екологічного ризику. Крім того, значна увага приділяється достатній інформованості агрономів, селекціонерів, насіннєводів, потенційних покупців щодо особливостей продуктів із генетично модифікованих рослин. В Україні та ряді інших країн прийняті закони, які попереджують несанкціоноване розповсюдження трансгенного насіннєвого матеріалу, що забезпечує моніторинг у посівах, а також маркування харчових товарів, виготовлених із продуктів ГМР або з їх додаванням.

## Генетична інженерія в біоенергетиці

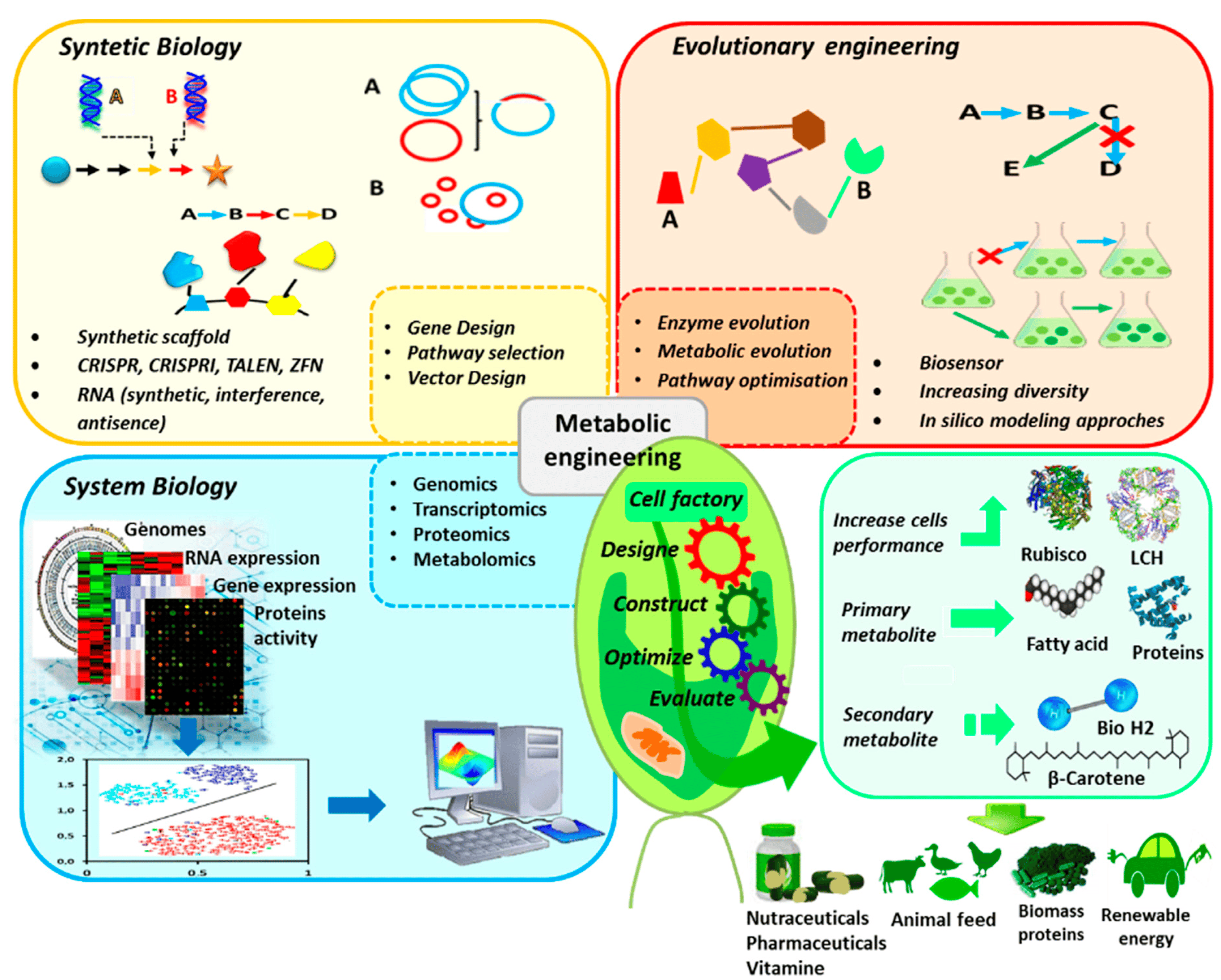
Генетична інженерія мікроводоростей для оптимізації виробництва цільових метаболітів.

Генетична інженерія в біоенергетиці революціонізує маніпуляції генетичним складом живих організмів для покращення процесів, пов’язаних з виробництвом біопалива, зокрема, біопалива четвертого покоління. Завдяки генетично модифікованим організмам, зазвичай, водоростям, можливо отримувати біоетанол, біобутанол, біоводень та інші типи біопалива. Крім того, біомаса таких водростей може використовуватись для виробництва цінних фармацевтичних препаратів, продуктів харування та корму для тварин.
Використовуючи такі методи, як CRISPR/Cas9, редагування генів спрямоване на зміну метаболічних шляхів, ефективності ферментів або клітинних структур з метою покращення фотосинтезу, оптимізації метаболічних шляхів та збільшення виробництва біопалива. Ця галузь, що розвивається, має величезні перспективи для просування рішень у сфері сталої енергетики та розуміння фундаментальних біологічних механізмів, вирішальних для трансформації та використання енергії.

## Додаткова література

### Книги
- Біотехнологія: навчальний посібник / О. І. Юлевич, С. І. Ковтун, М. І. Гиль; за ред. М. І. Гиль. — Миколаїв: МДАУ, 2012. — 476 с.
- Карпов О.В., Демидов СВ., Кир'яченко С.С. Клітинна та генна інженерія: Підручник - Київ: Фітосоціоцентр, 2010. - 208 с. ISBN 978-966-306-152-7
- Tariq Ahmad Bhat, Jameel M. Al-Khayri, ed. (2023). Genetic Engineering. Volume 1: Principles Mechanism, and Expression (англ.). Apple Academic Press. с. 328. ISBN 9781774912676.

### Журнали
Деякі з наукових журналів, що висвітлюють дослідження генетичної інженерії:
- Nature Biotechnology
- Biotechnology and Bioengineering
- Journal of Bioscience and Bioengineering
- Bioengineering
- Biotechnology and Genetic Engineering Reviews